# Piezogenista callytra
Piezogenista callytra är en skalbaggsart som beskrevs av Martins 1976. Piezogenista callytra ingår i släktet Piezogenista och familjen långhorningar. Inga underarter finns listade i Catalogue of Life.